# Носович Іван Іванович
Носо́вич Іва́н Іва́нович (біл. Іва́н Іва́навіч Насо́віч; 26 вересня (7 жовтня) 1788, с. Грязівець, Долгомохська волость, Старобихівський повіт, Могильовське намісництво, Російська імперія — 25 липня (6 серпня) 1877, Мстиславль) — славетний білоруський мовознавець, етнограф, фольклорист і лексикограф, також «білоруський Даль».

## Життєпис
Народився в сім'їі священика. Початкову освіту здобув удома. 1812 року закінчивши Могильовську гімназію та духовну семінарію, стає інспектором Оршанського (1812—1813) і Мстиславльського (1813—1818) духовного училища, а потім ректором останнього (1818—1822). Із 1822 року працює в Міністерстві народної освіти. Після виходу у відставку з 1843 року знов оселився в рідному Мстиславлі, де прожив до самої смерті, займаючись науковою систематизацією зібраних матеріалів про білоруський народ і його мову. Співпрацює з етнографічним відділом Російського географічного товариства. 1870 року за етнографічний та мовознавчий доробок Івана Носовича нагороджено орденом св. Станіслава II ступеня. Але його смерть 25 липня 1877 року залишилася непоміченою громадськістю: людину, яка так багато зробила для рідного краю й держави поховали тихо на кладовищі Тупичевського монастиря, і ніхто не вважав за потрібне повідомити про відхід із життя «заслуженого працівника науки».

## Праці

### Видання

#### «Словник білоруської мови»
Основне місце в науковій спадщині Івана Івановича займає «Слоўнік беларускай мовы» (в оригіналі «Словарь белорусского наречия»), де подано понад 30 тис. слів, записаних автором у Могильовській, Мінській та Гродненській губерніях, обраних із білоруського фольклору, старобілоруських писемних пам'яток і філологічних збірок. Словника цього створювано більше 20 років аж до 1863 року. Після рецензування І. І. Срезневським Івана Носовича відзначено половинною Демидовською премією1865 року, словника ж надруковано лише 1870 року. Це було перше ґрунтовне дослідження в білоруській лексикографії: словник перевершував подібні білоруські словники як у кількіснім, так і в якіснім плані. Цей словник — унікальне явище: усю подальшу білоруську лексикологію базовано саме на нім. Іще Срезневський І. І. указував: «Тільки за допомогою такого словника можна почати докладно досліджувати склад білоруської мови». Окрім того, словник мав неабиякий вплив на розвиток усієї східнослов'янської лексикографії, і є неоціненним значенням для розв'язання багатьох актуальних питань славістики.
Відомо, що саме завдяки Носовичевому словнику білоруської мови Богданович М. А. вивчив білоруську мову й почав нею писати.

#### Інші
Носовичеві видання в хронологічному порядку:
1. «Об ответном послании российских архиереев к сорбонским епископам» (1848);
2. «Белорусские пословицы и поговорки» (біл. «Беларускія прыказкі і прымаўкі») (1852);
3. «Объяснения к белорусским пословицам и поговоркам» (1852);
4. «Переложение начальных 23 псалмов пророка Давида в русские стихи. Надворный советник и кавалер Иван Носович» (1865);
5. «Псаломские песни, переложенные в стихотворную русскую речь н.с. и кавалером Иваном Носовичем» (1866);
6. «О борьбе истинного благочестия с суеверием и заблуждениями во времена ветхозаветной церкви, или исторический очерк внутренней жизни иудеев, извлеченный из книг священного писания названым советников и кавалером Иваном Носовичем» (1867);
7. «Сборник белорусских пословиц, составленный надворным советником И. И. Носовичем и удостоенный от  императорского Русского географического общества Малой золотой медали» (біл. «Зборнік беларускіх прыказак») (1867);
8. «Белорусские пословицы и загадки» (доп. к сборнику белорусских пословиц, помещенному в Т.1 «Записок  Российского географического общества по Отделению этнографии») (біл. «Беларускія прыказкі і загадкі») (1868);
9. «Ответное послание российских архипастырей к богословам Сорбонской Парижской академии по вопросу о соединении российской православной церкви с римской католическою» (1869);
10. «Псаломские песни или Сто пятьдесят псалмов псалтыри Давида, пророка и царя, переложенных в русскую стихотворную речь н.с. и кавалером И. Носовичем» (1869);
11. «Словарь белорусского наречия» (біл. «Слоўнік беларускай мовы») (1870);
12. «Белорусские песни, собранные И. И. Носовичем» (1873);
13. «Сборник белорусских пословиц» (біл. «Зборнік беларускіх прыказак») (1874);
14. «О значении Всепьянейшего собора, учрежденного Петром Великим» (1875);
15. «Дополнение к белорусскому словарю. Слова, извлеченные из составленной им рукописи собрания белорусских песен и сказок» (1881);
16. «Воспоминания моей жизни: [Записки языковеда и фольклориста]» (часткова публікація однойменного рукопису) (1997).

### Загублені праці
Носовичеві рукописні та загублені праці:
1. «Vetera monumento Poloniae et Lithuaniae» (давні пам'ятники, що висвітлюють історію Польщі та Литви);
2. «Алфавитный указатель старинных слов, извлеченных из „Актов, относящихся к истори Западной России“, изданных в 1853 г.» (біл. «Алфавітны паказальнік старых беларускіх слоў, выбраных з актаў, якія адносяцца да гісторыі Заходняй Расіі»);
3. «Воспоминания моей жизни»;
4. «Извлечение из алфавитного указателя старинных слов, которые по словопроизведению должны были существовать, хотя в „Актах Западной России“ их не имеется»;
5. «О племенах до времен Рюрика, населявших белорусскую территорию»;
6. «Опыт краткого филологического наблюдения о белорусском наречии»;
7. «Сборник белорусских народных баек, повестей и былей»;
8. «Сборник белорусских народных песен»;
9. «Собрание белорусских слов по алфавиту»;
10. «Сочинения, в том числе поэма „Иудиата“».